# Soundtracker

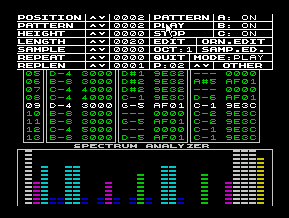
Soundtracker

Soundtracker je hudební editor pro počítače Sinclair ZX Spectrum a kompatibilní (například Didaktik), ve kterém je možné skládat hudbu pro hudební čip AY-3-8912. Jedná se o program polského původu, autorem je Jaroslaw Burczynski z polské programátorské skupiny Pentagram. Program vznikl v roce 1990.

## Charakteristika programu
Skládání hudby se provádí trackerovým způsobem, nikoliv zápisem not. Skladba je rozdělena na pozice, ke které jsou přiřazeny patterny, které na dané pozici mají být přehrávány. Každý pattern obsahuje všechny tři zvukové kanály. Patterny použité v jedné skladbě mají stejnou délku a je možné je přehrávat stejnou rychlostí. Pokud hudba dohraje do konce, začne její přehrávání od začátku.
Program se ovládá pomocí šipky ovládané pomocí ne nejlépe zvolených kláves.
Program neumí v hudebních datech pracovat s opakováním a s voláním hudebního podprogramu, takže vygenerovaná hudební data jsou větší než hudební data vygenerované programem Fuxoft Sound.
K programu Soundtracker existuje doplňkový program Song Compiler, který umožňuje napsanou hudbu zkompilovat a používat ve vlastních programech.
Program umožňuje hudbu ukládat nejen na kazetu, ale i na diskový systém FDD3000.
Programem byly inspirovány později vzniklé programy, např. Sample Tracker pro skládání samplované hudby. Omezení programu Soundtracker při skládání hudby byla inspirací ke vzniku programu SQ-Tracker.